# Gryphaea
La grifea (gen. Gryphaea) è un mollusco estinto appartenente ai bivalvi, imparentato con l'attuale ostrica. Visse tra il Triassico superiore e il Giurassico superiore (210-150 milioni di anni fa). I suoi resti sono stati ritrovati in tutto il mondo.

## Descrizione
Questo animale imparentato con le ostriche è il tipico rappresentante di un gruppo di molluschi bivalvi che svilupparono in modo abnorme una sola valva della conchiglia rispetto all'altra. Sostanzialmente, la grifea assomigliava abbastanza a un gasteropode o a un'ammonite. Per la forma ritorta della conchiglia, inoltre, i fossili di questo mollusco sono noti nella tradizione popolare come “unghie del diavolo”.
In particolare, in Gryphaea la valva sinistra era fortemente convessa e possedeva un umbone prominente, che si incurvava sulla valva destra, piccola e con forma concava o piana. L'intero animale era fissato al substrato tramite la valva sinistra, mentre quella destra aveva la funzione di opercolo.
Per quanto riguarda l'ornamentazione, questa era poco presente sulla valva più piccola e ridotta a semplici linee di accrescimento, mentre su quella più grande era costituita da lamelle che si accompagnavano a grosse linee marcate. La cerniera era semplice e priva di dentatura (disodonte), mentre l'area del legamento che teneva chiuse le due valve era caratterizzato dalla presenza di una struttura (nota come resilifer) in posizione centrale. I fossili, inoltre, mostrano molto chiaramente l'impronta di un grande muscolo adduttore.
Gli individui giovani, invece, possedevano un guscio dalle valve identiche l'una all'altra, con cerniera dentata (tassodonte). Dopo il fissaggio dell'animale al fondo marino, i denti regredivano e la forma della conchiglia si modificava.

## Specie
La grifea è nota attraverso numerose specie, che ebbero una notevole diffusione durante la fine del Triassico e per tutto il Giurassico. In particolare, nel corso del Giurassico inferiore la grifea Normal 0   14 conobbe una diversificazione eccezionale. Gryphaea arcuata, del Sinemuriano (circa 185 milioni di anni fa), che non superava i 10 centimetri di lunghezza, era relativamente primitiva e l'impronta muscolare era poco visibile, ma la valva sinistra era già ampiamente convessa. G. gigantea, invece, era di dimensioni nettamente superiori (fino a 15 centimetri) ed era molto sviluppata anche nel senso della lunghezza. L'impronta del muscolo adduttore era ben visibile ed era rotonda od ovale. Come molte altre specie di grifea, era tipica del Pliensbachiano (circa 180 milioni di anni fa). Una forma particolare è costituita da G. obliquata, una specie di grandi dimensioni e piuttosto longeva. Questa grifea era dotata di una conchiglia asimmetrica e distorta, con la valva sinistra molto bombata e allargata e quella destra piccola e concava; la fossetta ligamentare era di forma triangolare.

## Stile di vita
Le varie specie di grifea si adattarono a vari ambienti marini; G. arcuata, ad esempio, era tipica delle zone costiere esposte alla risacca. La conchiglia molto incurvata e spessa era in grado di resistere ai traumi provocati dai flutti. Questa specie viveva in piccole colonie, filtrando l'acqua del mare. In generale, le specie di grifea conducevano uno stile di vita bentonico nella fase adulta, in zone sottoposte alle variazioni di marea; i luoghi melmosi erano particolarmente favorevoli all'installazione di questi animali. I giovani individui, invece, vivevano liberi nelle acque.

## Fossili
La grifea apparve nel Triassico superiore (Carnico, circa 210 milioni di anni fa), in alcune zone di alta latitudine (Canada, Nordamerica, Siberia). Successivamente, nel corso del Sinemuriano, questi animali si diffusero in tutti i bacini marini del mondo, e i fossili si rinvengono in molti depositi della piattaforma carbonatica.
I fossili di grifea sono particolarmente abbondanti nei terreni a sedimentazione marine del Giurassico inferiore; molte specie fossili del Sinemuriano e del Pliensbachiano, inoltre, sono considerati ottimi fossili guida a causa della loro ampia distribuzione geografica. L'abbondanza di grifee nei calcari del Pliensbachiano, inoltre, ha fatto sì che questi terreni venissero definiti “calcari a Gryphaea”. Una forma simile (e diffusa quasi quanto Gryphaea) era Exogyra, caratteristica del Cretaceo.

## Nella cultura di massa
Come già accennato in precedenza, per la sua conformazione caratteristica la grifea è nota come “unghia del diavolo” (in inglese “Devil's toenail”), in particolare in Inghilterra dove sono stati ritrovati moltissimi fossili. In una località della costa sudorientale dell'isola, nota come Redcar, vi è una credenza comune secondo la quale il trasportare un fossile di grifea possa prevenire i reumatismi.